# Provincia de Mizque
La provincia de Mizque es una provincia de Bolivia, ubicada en el departamento de Cochabamba, y tiene como capital provincial a la localidad de Mizque. 
Se encuentra geográficamente situada en la franja subandina, a una altura media de unos 2300 m s. n. m., tiene 2730 km² y 35.806 habitantes (según el Censo INE 2012).
Mizque es un lugar muy agradable por el clima y es conocido por su producción de maní, chirimoyas y cebollas.

## Historia
Durante la época colonial, a partir de los 1570, los valles de Mizque formaban un distrito jurídico independiente, debido a su importancia por su ubicación estratégica. Era considerado el último lugar "seguro" en el Camino de La Plata a Santa Cruz de la Sierra, que frecuentemente estaba sitiado por las etnias guerreras como los chiriguanos y los yuracarés.
El 30 de junio de 1862, durante el gobierno de José María de Achá, la provincia de Mizque fue dividida en dos secciones municipales. La primera  tenía como cabecera municipal la ciudad de Mizque, y la segunda a Totora. Sin embargo, la provincia fue finalmente separada en dos provincias el 24 de junio de 1876, durante el gobierno de Hilarión Daza.

## Geografía
La provincia Mizque está ubicada en el departamento de Cochabamba a una altitud promedio de 2525 m s. n. m. en el valle central, y su capital, Mizque, se encuentra a 160 km de la ciudad de Cochabamba.

## Municipios
La provincia de Mizque está compuesta por 3 municipios:
1. Mizque
2. Vila Vila
3. Alalay

El 12 de julio de 2016 fue promulgada la ley n.º 813 que creó la unidad territorial territorio indígena originario campesino de Raqaypampa dentro de la provincia de Mizque, reduciendo el territorio de los municipios de Mizque y de Aiquile (que es parte de la provincia de Campero).

## Demografía
De acuerdo con el censo boliviano de 2024, la población de la provincia de Mizque es de 36 534 habitantes.
La población de la provincia ha aumentado casi un tercio en las últimas tres décadas:
| Población histórica de la provincia de Mizque | Población histórica de la provincia de Mizque | Población histórica de la provincia de Mizque | Población histórica de la provincia de Mizque | Población histórica de la provincia de Mizque |
| Año                                           | Habitantes                                    | Crecimiento Intercensal                       | Censo de Población                            | Ref.                                          |
| --------------------------------------------- | --------------------------------------------- | --------------------------------------------- | --------------------------------------------- | --------------------------------------------- |
| Siglo XX                                      |                                               |                                               |                                               |                                               |
| 1900                                          | 15 785                                        | Sin cambios                                   | Censo boliviano de 1900                       | [ 7 ]                                         |
| 1950                                          | 18 171                                        | + 15,11 %                                     | Censo boliviano de 1950                       | [ 8 ]                                         |
| 1976                                          | 27 337                                        | + 50,44 %                                     | Censo boliviano de 1976                       | [ 8 ]                                         |
| 1992                                          | 27 959                                        | + 2,27 %                                      | Censo boliviano de 1992                       | [ 8 ]                                         |
| Siglo XXI                                     |                                               |                                               |                                               |                                               |
| 2001                                          | 36 181                                        | + 29,40 %                                     | Censo boliviano de 2001                       | [ 8 ]                                         |
| 2012                                          | 35 806                                        | - 1,03 %                                      | Censo boliviano de 2012                       | [ 8 ]                                         |
| 2024                                          | 36 534                                        |                                               | Censo boliviano de 2024                       | [ 6 ]                                         |

La población rural se halla concentrada en 194 comunidades, la distribución de la población por edades nos muestra una población joven, con una frecuencia relativa del 48,7 % para los menores de 14 años. El idioma predominante es el quechua en un 64,5 % mientras el resto, el 32,40 % es bilingüe quechua - castellano. La tasa de analfabetismo en la zona llega al 52 % siendo mayor la existente en las mujeres, 50,2 %, en relación con los hombres que llega al 49,8 %.
| Evolución histórica de la población de la provincia de Mizque (según los censos bolivianos y proyección de 2022) |
| --- |
| |

## Economía
La actividad productiva es principalmente agrícola-pecuaria y en menor medida minera y artesanal. 

## Sociedad
En las comunidades rurales, las mujeres tienen fuertes responsabilidades dentro de sus hogares y sus familias, las que han aumentado como consecuencia de la migración existente en la zona. 

### Casos de violencia familiar
En relación con la violencia intrafamiliar se puede informar que durante el primer año de ejecución del Proyecto de violencia, 1996-97 el número de casos atendidos en el Hospital llegó a 88 y a 292 los atendidos por el Servicio Legal Integral. De estos casos 212 fueron por violencia física, 70 por violencia psicológica y 10 por violencia sexual; cabe aclarar que antes de iniciarse el Proyecto, los casos de violencia no eran registrados.

## Fiestas y ferias
- Primera semana de febrero, Festividad Virgen de la Candelaria en Aiquile, 3 días
- Segunda semana de mayo, Feria de la Fruta en Mizque, 1 día
- 29 de junio, San Pedro y San Pablo en Aiquile, 2 días
- 16 de julio, Festividad Virgen del Carmen en Alalay, 3 días
- 18 de julio, Fiesta Patronal en Mizque
- 23-25 de septiembre, Festividad Virgen Mestiza de Shikimira en Vila Vila, 3 días
- 8-14 de septiembre, Fiesta del Señor de Burgos en Mizque, 7 días
- 6-7 de octubre, Festividad de la Virgen del Rosario en Omereque y en Tin Tin, 2 días
- Segunda semana de octubre, Festival del Charango en Aiquile, 5 días

## Gastronomía
- Panpaku:Plato sobre la base de carne de pollo, res, cordero, cerdo, papa, camote, yuca y plátano. Todos estos ingredientes son colocadosen un recipienteherméticamente cerrado y enterrado en una fosa, la que es recubierta con piedras y ladrillos, previamente calentadosmediante fuego de leña o carbón, al grado de reventar la piedra. Se cubre con hojas frescas de hierba u hojas de plátano, y luego estapado completamente con barro. El punto de cocción se produce cuando se resquebraja y sale humo de la hierba fresca quemada, se sirve acompañado con ensalada de verduras frescas
- Pichon:Plato hecho con carne de pichón (cría de paloma), hervida y dorada a la brasa. Se acompaña con arroz y papa cocida.
- Silpancho:Plato seco con carne de res apanada, frita al sartén, acompañada de huevo frito y ensalada cruda de cebolla, tomate y locoto (Llajua). Se sirve con arroz y papa frita
- Jaka Lawa:Plato sobre la base de choclo (maíz fresco) molido, acompañado con trozos de carne y cuero de chancho. Se sirve con quesillo(queso fresco) en un plato hondo.
- Chajchu: Plato hecho sobre la base de chuño, carne frita, ají, salsa de chorrillana, queso, huevo y cebolla.
- Habas Pecktu:Plato hecho con habas, mezcladas con huevo y tomate. Se sirve acompañado de papa.